# NXT Battleground (2025)
NXT Battleground (2025) (с англ. — «Поле Битвы») или продвигаемое как Battleground: Tampa (с англ. — «Поле битвы: Тампа») — это третье по счету Pay-per-view (PPV) в истории Battleground для бренда NXT, и восьмое Battleground в целом шоу, проводимое крупнейшим американским реслинг-промоушеном World Wrestling Entertainment (WWE). Событие проходило во время Дня Поминовения в воскресенье, 25 мая 2025 года в Юэнлинг Центр в Тампе, Флорида. Это стало первое Battleground, которое вещало на Netflix и первое шоу NXT, которое было проведено в Тампе. Также как и в 2023, шоу шло вместе с Double or Nothing от All Elite Wrestling (AEW).
Было проведено шесть матчей на шоу. В главном событии, Трик Уильямс победил тогдашнего чемпиона Джо Хендри из Total Nonstop Action Wrestling (TNA) и выиграл Чемпионство мира TNA; это первый раз, когда Чемпионство TNA было проведено на шоу WWE. В других важных матчах, Оба Феми победил Майлза Борна, чтобы сохранить Чемпионство NXT и Стефани Вакер победила Джординн Грейс, чтобы сохранить Чемпионство NXT среди женщин.

## Производство

### Предыстория
Battleground это серия Pay-per-view (PPV) по реслингу, созданна WWE в 2013 году. Первое событие в 2013 году проводилось в октябре, но его перенесли на июль с 2014 по 2017, после которого, шоу было прекращено. После его возвращения в 2023 году, шоу проводилось для его третьего бренда, NXT. 7 марта 2025 года, третье Battleground под эгидой NXT, и восьмое в целом, было объявлено, что оно пройдёт во время недели Дня Поминовения в воскресенье, 25 мая 2025 года, на Юэнлинг Центр в Тампе, Флорида. Это стало частью четырёх событий, которые будут проводиться на Юэнлинг Центр, наряду с Saturday Night's Main Event XXXIX, Raw, и NXT; однако, эпизод NXT на 27 мая был отменён из-за плохой продажи билетов. Это шоу стало первым событием NXT, который проводился в Тампе, так как этот город должен в 2020 году проводить NXT TakeOver: Tampa Bay рядом  с Amalie Arena, но это шоу было отменено из-за пандемии COVID-19.
В добавок к Peacock в США, шоу также транслировалось на  Netflix в большинствах международных магазинах и на WWE Network в оставшихся странах, которые ещё не перешли на Netflix из-за уже существующих контрактов. Это первый Battleground который вещал на Netflix после того, когда WWE Network слился с сервисом в январе. С Halloween Havoc в 2024, все главные шоу NXT стали носить логотип WWE вместо логотипа NXT, и это стал первый Battleground, который с 2017 года носил только логотип промоушена. Билеты вышли в продажу 14 марта через Ticketmaster.
Так же, как и в 2023 году, Battleground шло лицом к лицу с Double or Nothing, событие PPV производимое All Elite Wrestling (AEW). По словам исполнителя WWE Шона Майклза в далёком 2023, расписание не было намерено идти лицом к лицу с AEW, но это было из-за того, что выходные (неделя Дня Поминовения) как он сказал,  события WWE всегда хорошо производятся по выходным WWE.

### Сюжетные линии
Событие будет включать шесть матчей, которые будут проходить по сценариям сюжетных линий. Все сюжетные линии написаны букерами промоушена и развивались в течение недели на телевизионном шоу WWE — NXT и также ежедневная программа Total Nonstop Action Wrestling (TNA), Impact!, после того, когда WWE и TNA подписали многолетний контракт в январе 2025 года.
После того, когда Оба Феми успешно защитил Чемпионство NXT на Stand & Deliver, была назначена Королевская Битва 6 мая на эпизоде бренда NXT, чтобы определить претендента #1 за титул на Battleground. Матч выиграл Майлс Борн из группировки Пленных не Ловить.
На Stand & Deliver, Стефани Вакер защитила свое Чемпионство NXT среди женщин в Четырёхстороннем матче включая Джординн Грейс и Джулию. 22 апреля на эпизоде бренда NXT, после того, когда Вакер выиграла её матч, она встретилась с Грейс и Джулией. После того, когда команда Грейс победила команду Джулии в командном матче на следующей неделе, Генеральный Менеджер NXT Ава назначила матч между Грейс и Джулией на эпизоде 6 мая, где победитель сразится с Вакер за титул на Battleground. Этот матч выиграла Грейс.
22 апреля на эпизоде бренда NXT, Чемпион мира TNA Джо Хендри прервал Чемпиона NXT Оба Феми и Трика Уильямса, попытавшись заработать матч за титул Феми. Уильямс принял исключение на слова Хендри и высмеял его за его быстрый проигрыш Рэнди Ортону на WrestleMania 41, заявив, что он был "первый в очереди" за титул, добавив, что Хендри "не принадлежит" NXT. Хендри выстрелил в ответ на слова Уильямса, перед тем, как столкнуться с Оба Феми. Уильямс попытался вмешаться, но был быстро побит двумя чемпионами. 5 дней спустя на TNA Rebellion (2025), Уильямс атаковал Хендри сзади после его успешной защиты титула, и таким образом, завершив шоу. На следующем эпизоде NXT, Хендри появился и вызвал Уильямса, но был атакован группировкой DarkState. Уильямс появился позднее, обратив внимание на Хендри как угрозу и звезду. Два дня спустя на Impact!, Хендри вызвал Уильямса снова, но его встретил спутниковый канал от Трика, который сказал, что он готовится к Королевской битве  на следующем NXT, чтобы определить претендента на титул Феми. В главном событии, Уильямс атаковал Хендри во время его шестикомандного матча, не дав команде Хендри выиграть матч, где позже Уильямс избил Хендри после матча. Было объявлено, что Хендри и Элайдж, с которым Хендри сформировал союз, сразятся с Уильямсом в командном матче два дня до Battleground на Under Siege (2025), и для Уильямса был дебют в TNA на ринге. На следующем эпизоде NXT, Уильямс ещё раз вмешался в матч 3 на 3 Хендри против DarkState, снова помешав ему выиграть матч. Той же ночью, Хендри вмешался в Королевскую Битву, позволив Элайджу устранить его. Генеральный менеджер NXT Ава соответственно объявила после разговора с Директором Авторитета TNA Сантино Мареллой, Хендри будет защищать свой титул против Уильямса на Battleground. Это стал первый раз, когда Чемпионство мира TNA будет защищаться на ринге WWE.
Перед Stand & Deliver, Семья Ди'Энджело (Тони Ди'Энджело, Ченнинг "Стэкс" Лоренцо, Лука Крусифино и Адриана Роццо) соперничали с DarkState (Дион Леннокс, Шакуон Шугарс, Катлер Джеймс и Осирис Гриффин). 8 апреля на эпизоде бренда NXT, Лоренцо вызвал DarkState встретиться с ним на парковке на следующей неделе без ведома Ди'Энджело, где он и Крусифино столкнулись в жёсткой драке с DarkState, которые подняли руку перед тем, как Ди'Энджело прибыл и уравнял силы. Ди'Анждело встретился с Лоренцо чтобы обсудить, почему он не посоветовался с ним об его плане. Это привело к командном матче 3 на 3 на Stand & Deliver, где Лоренцо предал Ди'Анджело, став хилом в процессе и не дав Семье Ди'Анджело выиграть матч. На протяжении последних недель, Крусифино пропал когда Руццо спрятался в доме по совету Ди'Анджело. На эпизоде NXT 29 апреля, Ди'Анджело заявил, что импульсивность Лоренцо поставила группу в опасность и он согласился отомстить. Лоренцо ответил через видеосвязь и заявил, что Ди'Анджело вырастил себя сам и больше не способен управлять группой. 13 мая, Ди'Анджело сразился против Уэс Ли, где Лоренцо появился через видеосвязь из безопасного дома Риццо, отвлекав Ди'Анджело надолго и не дав ему выиграть матч. Позднее той же ночью, Ди'Анджело прибыл в безопасный дом, но попал в ловушку от Лоренцо, который заявил, что он закончит с Ди'Анждело на Battleground, и матч был назначен на шоу.
На Stand & Deliver, Женская Чемпионка WWE Speed Сол Рука выиграла лестничный матч также включая Келани Джордан и партнер Руки Зарию и стала Североамериканской чемпионкой NXT среди женщин. 29 апреля на эпизоде бренда NXT, Джордан высмеяла Руку и Зарию, заявив что, когда она была чемпионкой, она защищала титул каждую неделю. Рука согласилась защитить титул прямо сейчас, но Зария прервала её, заявив, что Джордан должна сразиться с ней сначала. Матч между Джордан и Зарией прошёл на следующей неделе, где Зария одержала победу. На следующей неделе, Келани вызвала Зарию на рематч, заявив, что если она выиграет, она сразится с Сол Рукой за титул на Battleground. Рука согласилась, и матч прошёл на следующей неделе, где Джордан победила Зарию.
6 мая на эпизоде бренда NXT, Йосики Инамура из Pro Wrestling Noah объявил, что он вернётся в родную Японию, закончив свои разногласия с Джошем Бриггсом после их разговоров на протяжении нескольких месяцев. На следующей неделе, Бриггс ответил на то, как он чувствует себя виновным, когда он оттолкнул Инамуру, но его прервали Командные чемпионы NXT Хэнк и Тэнк (Хэнк Уолкер и Тэнк Леджер). Лидер группировки Отбор Шон Спирс прервал их, заявив, что у Бриггса есть вещь отталкивать людей от себя, включая его бывшего партнёра по команде Брукса Йенсена, члена группировки Отбор. Это привело к матчу на следующей неделе , где Спирс победил Бриггса после вмешательства всех членов группировки Отбор (Йенсен, Нико Вэнс и Иззи Дейм). После матча, Бриггс атаковал Спирса, но его атаковали Отбор, пока Хэнк и Тэнк не вышли и уравняли силы. Позднее той же ночью, было объявлено, что Бриггс, Уолкер и Леджер сразятся с Спирсом, Йенсеном и Вэнсом в командном матче 3 на 3 на Battleground.

## Шоу
| Должность:              | Имя и Фамилия:   |
| ----------------------- | ---------------- |
| Английские комментаторы | Вик Джозеф       |
| Английские комментаторы | Кори Грейвс      |
| Английские комментаторы | Букер Ти         |
| Испанские комментаторы  | Марсело Родригес |
| Испанские комментаторы  | Джерри Сото      |
| Ринг-анонсер            | Майк Роум        |
| Судьи                   | Эдриан Батлер    |
| Судьи                   | Чип Дэннинг      |
| Судьи                   | Даллас Ирвин     |
| Судьи                   | Дэрэк Сандерс    |
| Судьи                   | Феликс Фернандез |
| Интервьюеры             | Келли Кинкейд    |
| Интервьюеры             | Сара Шрейбер     |
| Панель пре-шоу          | Меган Морган     |
| Панель пре-шоу          | Сэм Робертс      |

### Важные матчи
Шоу началось с матча, где Сол Рука защищала своё Североамериканское чемпионство NXT среди женщин против Келани Джордан, которая была в компании с Зарией. Рука провела хэдбатт Келани, перед тем, как провести её финишер Сол Снэтчер и сохранить титул.
Во втором матче, Хэнк Уолкер и Тэнк Леджер одержали победу, проведя их фирменную комбинацию Хэдбатт и Поуэрслам. После матча, Отбор неожиданно атаковали Джоша Бриггса. Йосики Инамура вмешался, отняв стул у Иззи Дейм и таким образом, зачистил ринг.
В третьем матче Лука Крусифино вмешался в матч, чтобы отвлечь судью и Тони Ди'Анджело. Воспользовавшись вмешательством, Ченнинг "Стэкс" Лоренцо провёл лоу блок Ди'Анджело и ударом ножницами в зад головы и выиграл матч. После матча, Ди'Анджело отказался от обнимашек от Крусифино, и между ними начало нарастать напряжение.
В четвёртом матче, Стефани Вакер сохранила Женское Чемпионство NXT, победив Джординн Грейс после приёма Spiral Tap. После матча, Вакер была включена в перепалку за кулисами между рестлерами AAA Чикой Тормента и Дэлис. Они обе ушли, когда Джэси Джейн дала пощёчину Вакер, и всё это переросло в драку за кулисами.
В пятом матче, Оба Феми победил Майлза Борна и сохранил Чемпионство NXT, проведя ему два финишера Падение из Милости.

### Главное событие
В главном событии шоу Трик Уильямс сразился с Джо Хендри за Чемпионство мира TNA. Это был первый раз, когда Чемпионство мира TNA проводилось на Pay-per-view WWE. Во время матча, Уильямс схватил титул TNA, подсказав Хендри попытаться провести его фирменный чоукслэм Овация стоя. Однако, Уильямс увернулся, начал корябать его за глаза и провёл флэпджек на титул TNA. Позднее он провёл его завершающий приём Трик Шот и выиграл мат. С этой победой, Уильямс стал первым активным рестлером WWE и третьим рестлером без контракта TNA (другими были Кенни Омега и Кристиан Кейдж), который завоевал Чемпионство мира TNA.

## После шоу
На следующем эпизоде бренда NXT, было объявлено, что Женская Чемпионка NXT Стефани Вакер будет в команде с Лолой Вайс и сразится с Викой Тормента и Дэйлис на Worlds Collide. На том же эпизоде, Джэси Джейн победила Вакер и стала новой чемпионкой после вмешательства Фаллон Хэнли и Джасмин Никс.
Рикки Сейнтс позднее проиграет Североамериканское чемпионство NXT Итану Пейджу, и для Пейджа это был второй титул NXT, который он получил меньше за весь календарный год. Было объявлено, что Пейдж будет защищать титул на Worlds Collide против его давнего противника Дже'Вон Эванса, а также Рея Феникса из SmackDown и Ларедо Кида из AAA в четырёхстороннем поединке.

## Результаты матчей
| №                               | Результаты | Условия                                                           | Время |
| ------------------------------- | --- | ----------------------------------------------------------------- | ----- |
| 1                               | Сол Рука (ч) (с Зарией) победила Келани Джордан                                                                  | Титульный матч за Североамериканское чемпионство NXT среди женщин | 12:59 |
| 2                               | Хэнк и Тэнк (Хэнк Уолкер и Тэнк Лэджер) и Джош Бриггс победили Отбор (Брукса Дженсена, Нико Ванса и Шона Спирса) | Командный матч на шесть человек                                   | 9:26  |
| 3                               | Ченнинг "Стэкс" Лорензо победил Тони Д'Анджело                                                                   | Одиночный матч                                                    | 15:14 |
| 4                               | Стефани Вакер (ч) победила Джординн Грейс                                                                        | Титульный матч за Чемпионство NXT среди женщин                    | 16:07 |
| 5                               | Оба Феми (ч) победил Майлза Борна                                                                                | Титульный матч за Чемпионство NXT                                 | 16:49 |
| 6                               | Трик Уильямс победил Джо Хендри (ч)                                                                              | Титульный матч за Чемпионство мира TNA                            | 14:58 |
| - (ч) – чемпион на начало матча | |                                                                   |       |